# SASL (язык программирования)
SASL — полностью функциональный язык программирования, разработанный Дэвидом Тёрнером в Сент-Эндрюсском университете в 1972 году, на базе аппликативного подмножества ISWIM. В 1976 году Тёрнер перепроектировал его как нестрогий язык. В этой форме SASL стал базой для поздних языков Тёрнера — KRC и Miranda, хотя SASL, по видимому, был бестиповым, а в Miranda наблюдается полиморфизм.